# Colonia Brasilia
Colonia Brasilia är en ort i Mexiko.   Den ligger i kommunen Coyuca de Benítez och delstaten Guerrero, i den södra delen av landet, 290 km söder om huvudstaden Mexico City. Colonia Brasilia ligger 33 meter över havet och antalet invånare är 387.
Terrängen runt Colonia Brasilia är kuperad åt nordost, men åt sydväst är den platt. Havet är nära Colonia Brasilia åt sydväst. Runt Colonia Brasilia är det ganska tätbefolkat, med 185 invånare per kvadratkilometer. Närmaste större samhälle är Acapulco, 15,8 km sydost om Colonia Brasilia. Omgivningarna runt Colonia Brasilia är en mosaik av jordbruksmark och naturlig växtlighet.